# Пітер Боддерт
Пітер Боддерт (нід. Pieter Boddaert; 1730—1795) — нідерландський лікар і натураліст. Автор описання нових таксонів.

## Біографія
Народився 1730 року у сім'ї юриста і поета Пітера Бодерта (1694—1760). У 1764 році Пітер здобув ступінь доктора медицини в Утрехтському університеті. Після закінчення навчання став викладачем природничої історії. Збереглося 14 листів з його листування з Карлом Ліннеєм між 1768 і 1775 роками. Боддерт дав наукові назви багатьом видам птахів. За даними Міжнародного союзу орнітологів, назви 112 видів та 78 підвидів птахів, які дав Боддерт, досі є валідними. У 1784 році він опублікував «Elenchus Animalium», що містив перші біноміальні назви низки ссавців, включаючи квагу і тарпана.